# Base aérienne de Kalaikunda
Pour les articles homonymes, voir VEDX.
La base aérienne de Kalaikunda (code OACI : VEDX) est une infrastructure militaire situé à Kharagpur en Inde.

## Historique

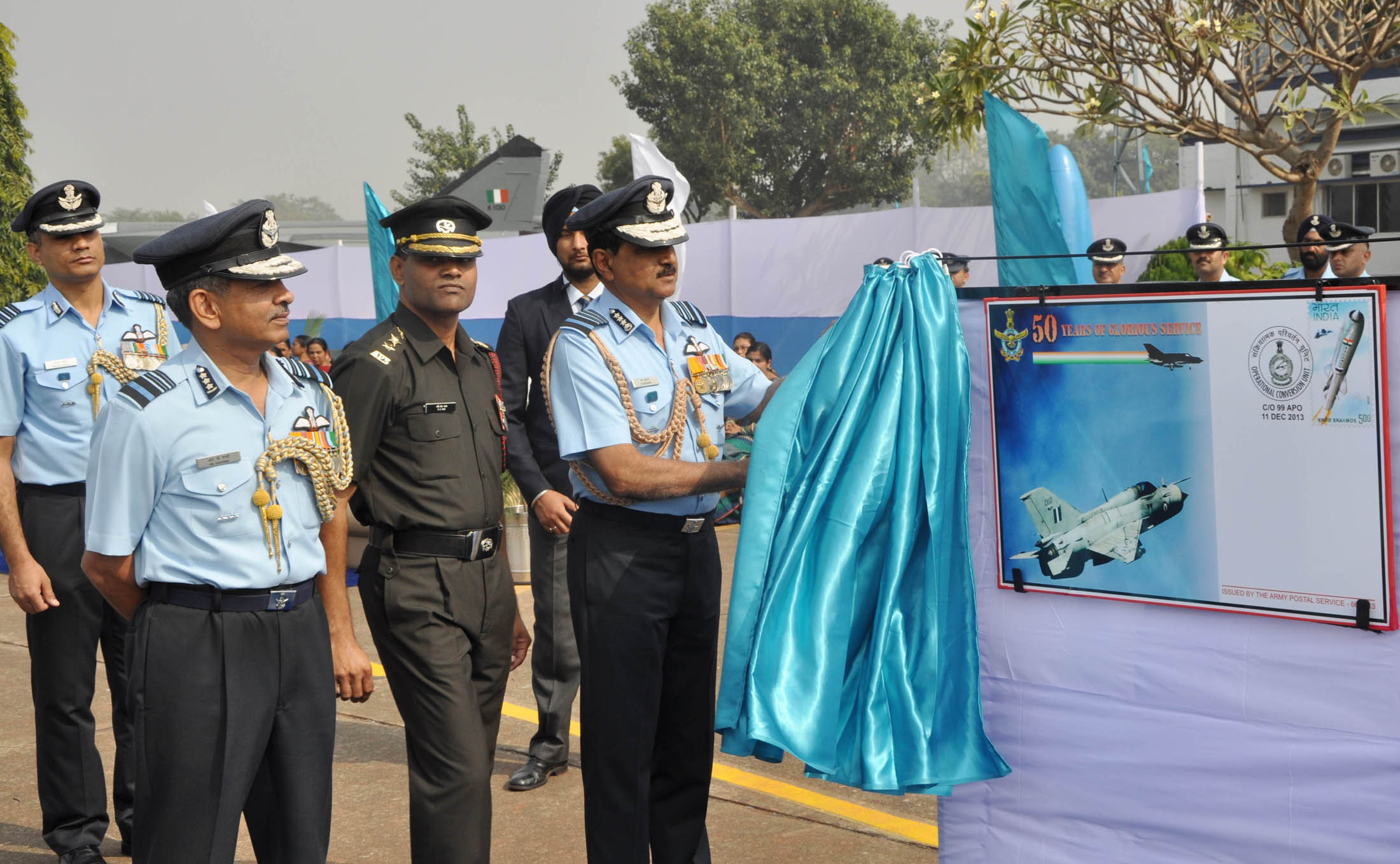
Le maréchal de l'air N.A.K. Browne en 2013.

C'est l'une des plus anciennes bases de la Force aérienne indienne. Elle est créée pendant la Seconde Guerre mondiale, dans le cadre de l'opération Matterhorn, par la RIAF pour les B-24 Liberator puis par le XXe Bomber Command qui opérait sur le théâtre des opérations de Chine-Birmanie-Inde.

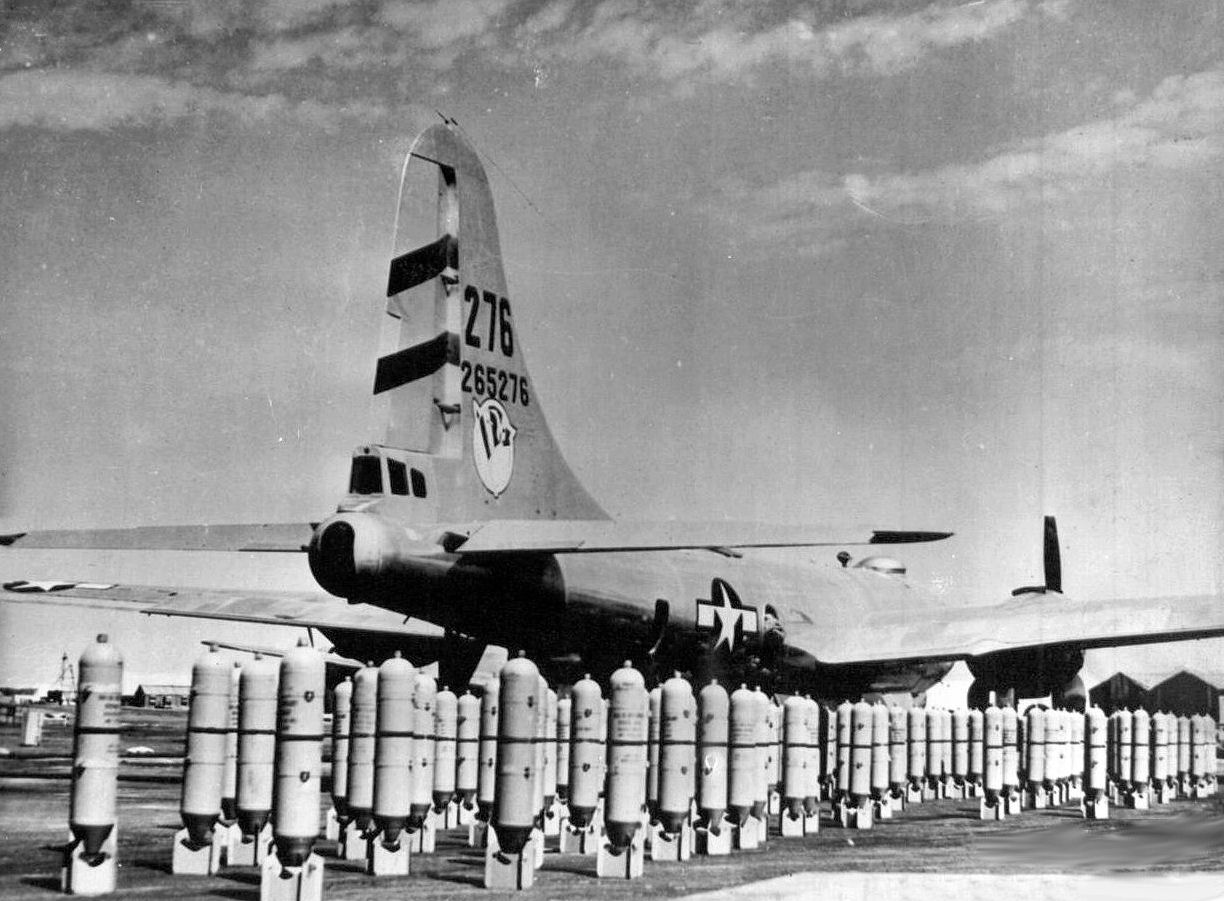
Un B29 superforteresse 468e Groupe de Bombardement en 1944 sur la base.
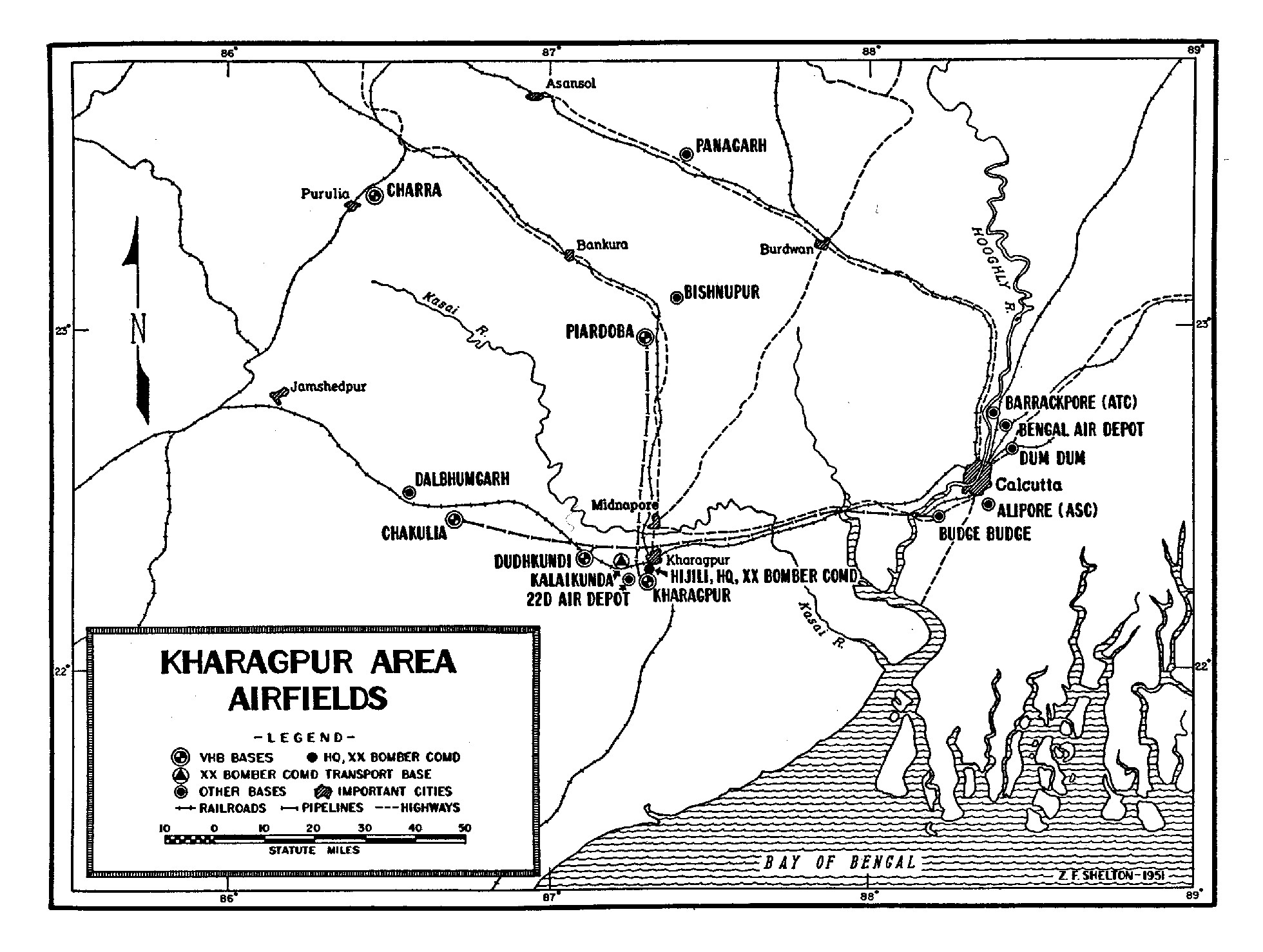
Aérodromes utilisés depuis l'Inde pour Matterhorn.

En 1956, la 5e Wing indienne y est basée, équipée de trois escadrilles de Dassault Mystère IV. Ensuite une escadrille d'Ouragan Toofani y est stationnée.

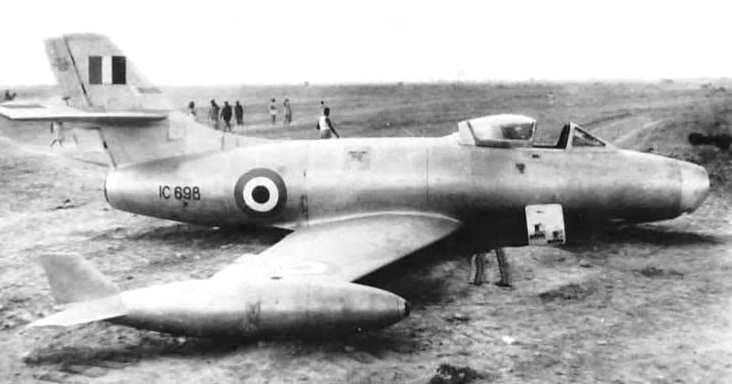
Un Toofani en 1965.
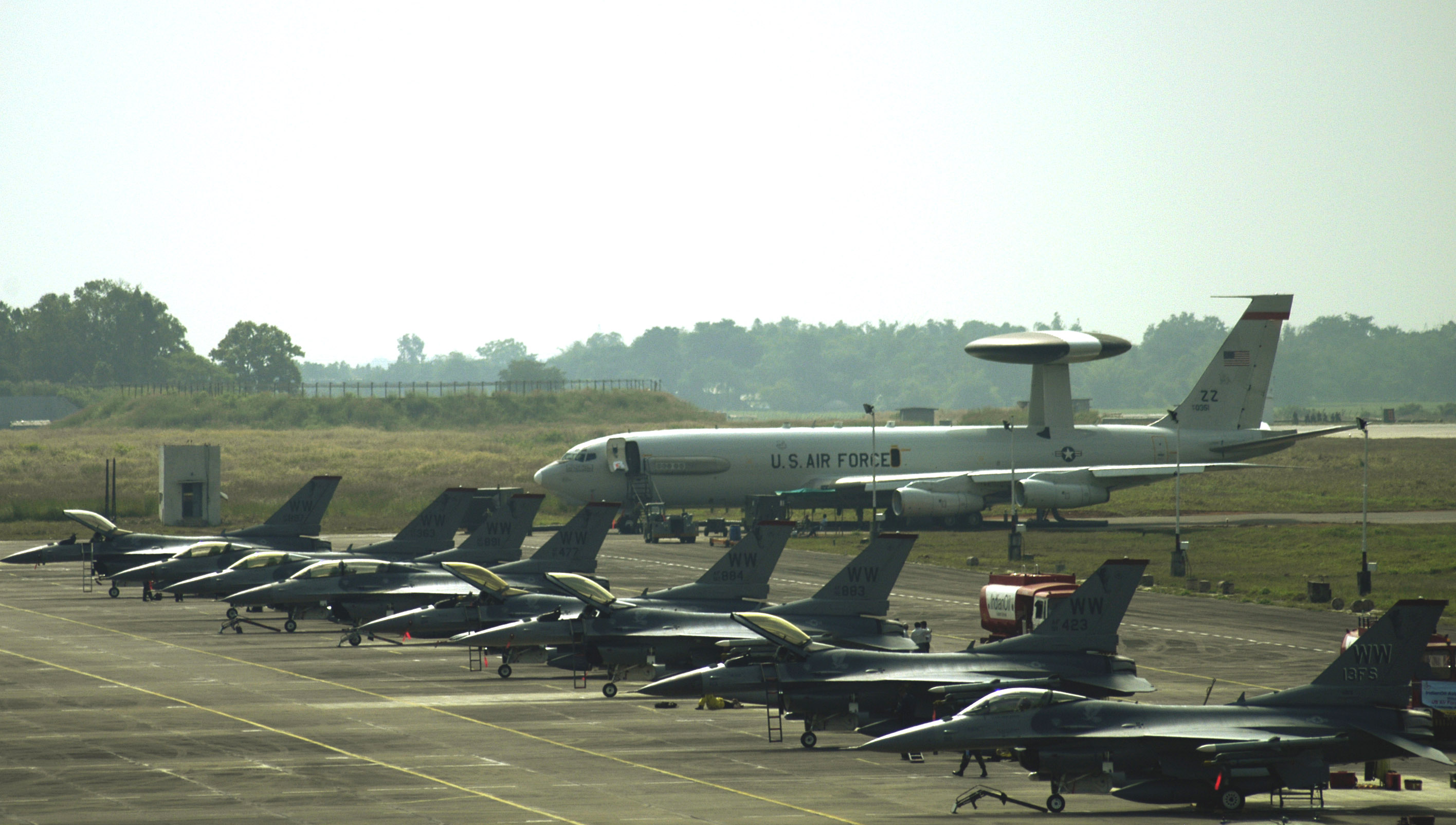
Des F-16 et un E-3 Sentry américain sur la base en 2005 pour l'exercice Cope 6.

La base est le centre de Garuda III du 12 février 2007 au 23 février 2007, un exercice aérien avec des Su-30 MKI, Mirage-2000 et MIG-27 indiens ; l'Armée de l'air engageant des Mirage 2000-5, M-2000 D et un E-3F.